# BBC America

Эмблема телеканала

BBC America - американская кабельная сеть, принадлежащая студиям BBC Studios и AMC Networks. Канал в основном транслирует научно-фантастические и action-сериалы и фильмы, а также избранные программы от BBC (например, его документальный сериал nature).
В отличие от внутренних каналов BBC в Соединенном Королевстве, BBC America не получает финансирования из британского лицензионного сбора (который является основным финансированием каналов BBC в Соединенном Королевстве), поскольку BBC не может финансировать ни один из своих каналов, доступных за пределами Соединенного Королевства. Следовательно, BBC America работает как коммерческий канал и транслирует традиционную рекламу. Он также финансируется за счет абонентской платы телевидения.
По состоянию на сентябрь 2018 года BBC America доступна примерно 80,9 миллионам телевизионных клиентов (87,8% клиентов платного телевидения) в Соединенных Штатах.

## История
BBC America была запущена 29 марта 1998 года, представляя собой смесь комедийных, драматических и жизненных программ от BBC Television и других британских телевизионных вещателей, включая ITV и Channel 4. В первые дни существования канала он был сосредоточен на повторениях популярных lifestyle-шоу, таких как Changing Rooms и Ground force. Глава отдела телевизионных программ BBC America позже заявил, что каналу необходимо было создать свою нишу, поскольку небританские зрители находили lifestyle-шоу привлекательным. Большинство новых программ появились как часть вечернего расписания BBC America.
Сеть удалила британскую мыльную оперу EastEnders из своего графика в 2003 году из-за низких рейтингов; однако удаление программы из BBC America вызвало жалобы зрителей, которые привлекли внимание средств массовой информации.
После того как генеральный директор Пол Ли был назначен президентом ABC Family в 2009 году, сеть назначила Билла Хилари из Comedy Central в качестве своего главного исполнительного директора. Хилари назначила Кэтрин Митчелл на новую должность генерального директора. Во время пребывания Хилари на этом посту BBC America была реструктурирована; она перенесла свои главные офисы в Нью-Йорк и значительно увеличила свой программный бюджет. Канал возглавлял Гарт Ансье, который занимал пост президента BBC Worldwide Americas с февраля 2007 по 2010 год, когда его сменил бывший исполнительный директор MTV Networks Херб Сканнелл. Тем временем Перри Саймон исполняет обязанности генерального директора.
В 2014 году AMC Networks приобрела 49,9% акций BBC America за $ 200 млн и заменила Discovery Communications в качестве своего управляющего партнёра. В рамках этой сделки AMC Networks также взяла на себя ответственность за ведение переговоров о продаже американского вещания и рекламы для канала BBC World News.

## За пределами США
BBC America также доступна в Карибских регионах, таких как Бермуды, а также на Багамских островах, в Барбадосе, на Каймановых островах и в ряде других стран.